# Open di Francia 2016 - Doppio leggende over 45
Guy Forget e Henri Leconte erano i campioni in carica del torneo doppio leggende over 45, ma Guy Forget non ha preso parte a questa edizione. Henri Leconte ha fatto coppia con Arnaud Boetsch, ma è stato eliminato al girone.
Sergi Bruguera e Goran Ivanišević è diventato campione battendo in finale Yannick Noah e Cédric Pioline con il punteggio di 6-3, 7–6(2).

## Tabellone

### Legenda
| - Q = Qualificato - WC = Wild card - LL = Lucky loser | - ALT = Alternate - SE = Special Exempt - PR = Protected Ranking | - w/o = Walkover - r = Ritirato - d = Squalificato |

### Finale
|  | Finale                          |                                 |                                 |   |    |  |
|  |                                 |                                 |                                 |   |    |  |
|  | Sergi Bruguera Goran Ivanišević | Sergi Bruguera Goran Ivanišević | Sergi Bruguera Goran Ivanišević | 6 | 7  |  |
|  | Yannick Noah Cédric Pioline     | Yannick Noah Cédric Pioline     | Yannick Noah Cédric Pioline     | 3 | 62 |  |

### Gruppo C
|    |                                 | A Boetsch H Leconte | P Cash J McEnroe | S Bruguera Ivanišević | RR V-P | Set V-P | Game V-P | Posizione |
| C1 | Arnaud Boetsch Henri Leconte    |                     | 4-6, 2-6         | 3-6, 3-6              | 0-2    | 0-4     | 12-24    | 3         |
| C2 | Pat Cash John McEnroe           | 6-4, 6-2            |                  | 1-6, 6-3, [5-10]      | 1-1    | 3-2     | 19-16    | 2         |
| C3 | Sergi Bruguera Goran Ivanišević | 6-3, 6-3            | 6-1, 3-6, [10-5] |                       | 2-0    | 4-1     | 22-13    | 1         |

La classifica viene stilata in base ai seguenti criteri: 1) Numero di vittorie; 2) Numero di partite giocate; 3) Scontri diretti (in caso di due giocatori pari merito); 4) Percentuale di set vinti o di games vinti (in caso di tre giocatori pari merito); 5) Decisione della commissione.

### Gruppo D
|    |                                  | Y Noah C Pioline  | M Pernfors M Wilander | M Bahrami R Krajicek | RR V-P | Set V-P | Game V-P | Posizione |
| D1 | Yannick Noah Cédric Pioline      |                   | 6-4, 6-4              | 7–6(5), 2-6, [10-8]  | 2-0    | 4-1     | 22-20    | 1         |
| D2 | Mikael Pernfors Mats Wilander    | 4-6, 4-6          |                       | 26-7, 4-6            | 0-2    | 0-4     | 18-25    | 3         |
| D3 | Mansour Bahrami Richard Krajicek | 56-7, 6-2, [8-10] | 7–6(2), 6-4           |                      | 1-1    | 3-2     | 25-20    | 2         |

La classifica viene stilata in base ai seguenti criteri: 1) Numero di vittorie; 2) Numero di partite giocate; 3) Scontri diretti (in caso di due giocatori pari merito); 4) Percentuale di set vinti o di games vinti (in caso di tre giocatori pari merito); 5) Decisione della commissione.